# Tegalsumedang
Tegalsumedang is een bestuurslaag in het regentschap Bandung van de provincie West-Java, Indonesië. Tegalsumedang telt 3600 inwoners (volkstelling 2010).